# Acrodictyella
Acrodictyella är ett släkte av svampar. Acrodictyella ingår i divisionen sporsäcksvampar och riket svampar.